# Andrzej Paleolog
Andrzej Paleolog Andreas Palaiologos (lub Palaeologus) (ur. 1453; zm. w czerwcu 1502) – tytularny cesarz bizantyński i tytularny despota Morei w latach 1465–1502.

## Życiorys
Andrzej był synem despoty Morei Tomasza Paleologa i bratankiem cesarza Konstantyna XI. W 1465 wraz z rodzeństwem przybył do Włoch. Utrzymywał się ze skromnej pensji 50 dukatów wypłacanej przez papieża. W 1480 ożenił się z rzymską prostytutką Katarzyną. Andrzej miał dwukrotnie odwiedzić Moskwę w 1480 i 1490 roku odwiedzając swoją siostrę Zoe. Wkrótce mocno się zadłużył. Usiłował ratować swoje finanse sprzedając posiadane tytuły. 16 września 1494 zawarł układ z królem Francji Karolem VIII przekazując mu prawa do tronów Konstantynopola, Trapezuntu i Serbii, zatrzymując dla siebie tylko despotat Morei. W zamian za to otrzymał 1200 złotych dukatów rocznej pensji. Po śmierci Karola VIII znów popadł w długi. W 1502 przekazał swoje prawa monarchom hiszpańskim Ferdynandowi Aragońskiemu i Izabeli Kastylijskiej, ale nie otrzymał od nich pieniędzy.
Zmarł w ubóstwie. Żona nie miała pieniędzy na pochówek. Papież Aleksander VI wyasygnował skromną sumę, by spełniono chrześcijański obrządek wobec niego. Jego syn Konstantyn był dowódcą gwardii papieskiej.